# Franz Stoessl
Franz Stoessl (* 2. Mai 1910 in Wien, Österreich-Ungarn; † 6. August 1988 in Graz) war ein österreichischer Klassischer Philologe.

## Leben
Franz Stoessl war ein Sohn des Schriftstellers Otto Stoessl und der Auguste Frauenberger. Er studierte Klassische Philologie, Indogermanistik, Geschichte und Philosophie an der Universität Wien. Nach der Promotion (1933) unterrichtete er ab 1934 als Gymnasiallehrer. Nach dem Anschluss Österreichs wurde er 1938 wegen seiner jüdischen Herkunft entlassen und emigrierte in die Schweiz. 1939 wurde er an der Universität Zürich als Privatdozent angestellt und 1948 zum Titularprofessor ernannt.
1950 emigrierte er nach Kanada, wo er als Assistenzprofessor an der Universität von New Brunswick tätig war. 1952 kehrte er nach Wien zurück und wirkte an der Universität Wien zunächst als Privatdozent, ab 1954 als außerordentlicher Professor. Für seine Verdienste in Forschung und Lehre erhielt er 1954 und 1958 den Theodor-Körner-Preis und 1957 den Förderpreis der Stadt Wien für Wissenschaft. 1957 wechselte Stoessl als außerordentlicher Professor an die Universität Graz. Hier blieb er bis an sein Lebensende, ab 1964 als ordentlicher Professor.
Stoessls Forschungsarbeit konzentrierte sich auf die griechische Tragödie (Aischylos) und Neue Komödie (Menander), auf die Vorgeschichte des griechischen Theaters und auf die griechische Geschichtsschreibung (besonders Thukydides). Auch zur römischen Dichtung (Catull und Ovid) veröffentlichte er Aufsätze und Monografien. Er war Mitherausgeber der Grazer Beiträge: Zeitschrift für Klassische Philologie.